# Parti Socialiste Ouvrier et Paysan
El Partit Socialista Obrer i Camperol (Parti Socialiste Ouvrier et Paysan, en sigla, PSOP) va ser un partit polític francès fundat en 1938 per dissidents de la SFIO agrupats entorn de la fracció Esquerra Revolucionària (Gauche révolutionnaire). Va ser dissolt el 1940 pel règim de Vichy.
Liderat per Marceau Pivert, el PSOP va reunir a elements socialistes dissidents de la SFIO, entre ells trotskistes i luxemburguistes. A nivell internacional, es va adherir a l'anomenat Buró de Londres (Centre Marxista Revolucionari Internacional). Va tindre uns 10.000 militants, però el seu creixement es va veure frenat per la competència amb la SFIO i el PCF. El seu òrgan de premsa era el periòdic Juin 36, i els seus joves s'agrupaven en la Jeunesse socialiste ouvrière et paysanne (JSOP).
Després de la dissolució decretada pel règim del mariscal Pétain, els militants del PSOP es van unir majoritàriament a les files de la Resistència, i després de l'alliberament de França alguns sectors es van plantejar refundar el PSOP. Finalment, no obstant això, la major part dels seus militants van optar per ingressar en la SFIO o en el PCF.